# بداية الهداية
بداية الهداية هو كتاب للإمام أبو حامد الغزالي، في التصوف، يعتبر مقدمة لكتاب إحياء علوم الدين. وقد قسمه الغزالي إلى قسمين:
- القسم الأول: جاء في الطاعات، وفيه آداب النوم، والاستيقاظ منه ودخول الخلاء، والوضوء، والغسل، والتيمم، والخروج من المسجد ودخوله، وما بعد طلوع الشمس إلى الزوال، وآداب الاستعداد لسائر الصلوات، التي هي أصل الدين، وأحد أركان الإسلام، وذكر فيه ما يتعلق بالإمامة، والاقتداء والجمعة، والصيام.
- القسم الثاني تحدث فيه عن اجتناب المعاصي، وبين فيه معاصي القلب، وأنها أخطر من معاصي الجوارح، وآداب الصحبة والمعاشرة مع الخالق سبحانه ومع الخلق.

## مخطوطات الكتاب
من المخطوطات المعتمدة في طبعة دار المنهاج بجدة مخطوطة كتبت سنة 596 هـ بخط عبد العزيز بن هبة الله بن عساكر بن بن سلطان العسقلاني (558- 657 هـ،) وهي من مكتبة خاصة بحضرموت.

## الشروح
شرح الكتاب:

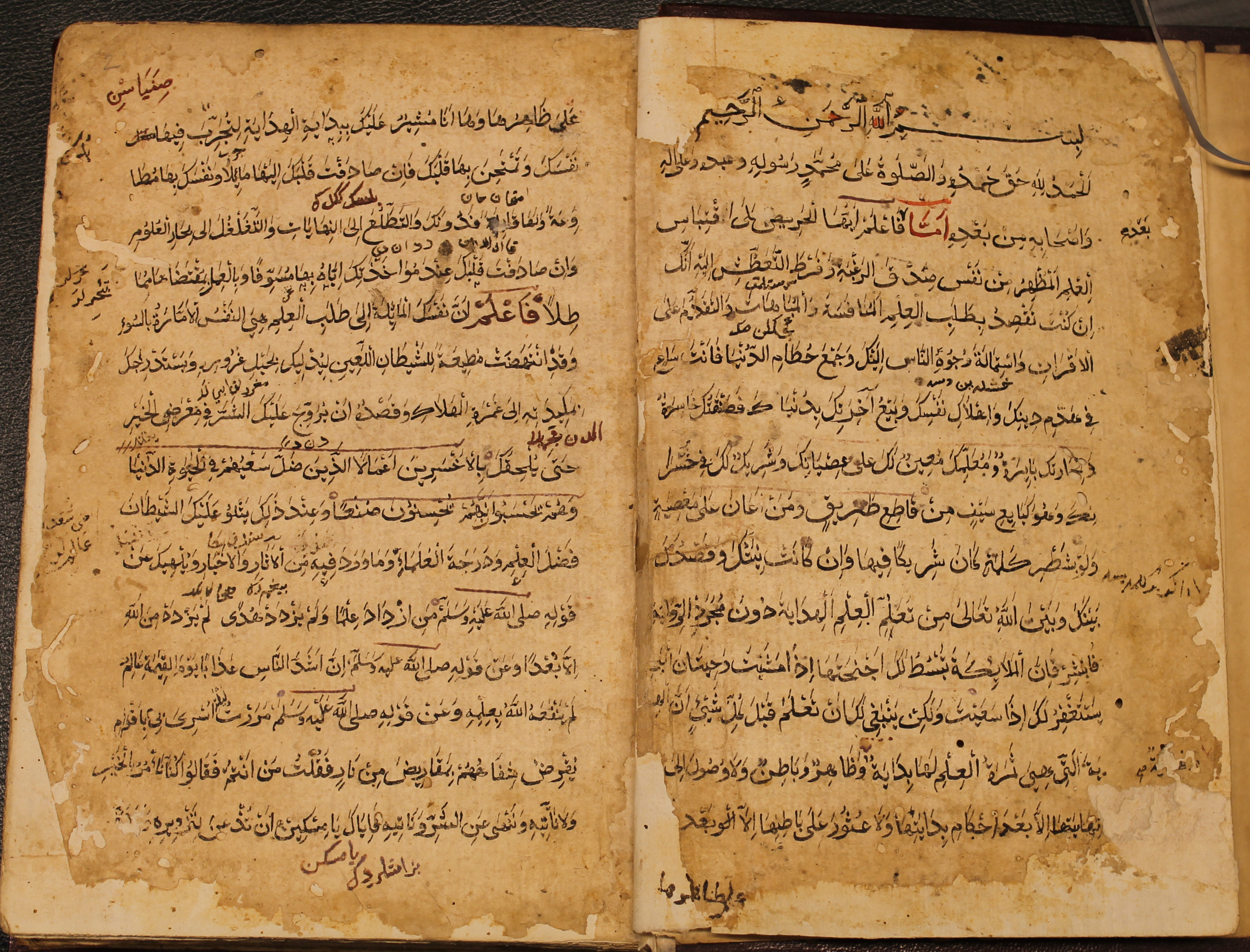
بداية الهداية - 800 هـ - المكتبة البريطانية

- عبد القادر بن أحمد بن علي الفاكهي المكي (ت. 982 هـ).
- محمد بن عمر النووي الجاوي المكي (ت. 1316 هـ).

## الترجمة

### إلى الملاوية
نقلها إلى اللغة الملاوية عبد الصمد الجاوي الفلمباني سنة 1192 هـ وسماها هداية السالكين في سلوك مسلك المتقين.

### إلى الألمانية
J. Hell: Die Religion des Islam, vol 1, Jena 1915 (2 Aufl 1923) Religiöse Stimmen der Völker

### إلى الإنكليزية
وليام مونتغمري واط: The faith of Practice of Al-Ghazali, Allen and Unwin, London, 1953

## وصلات خارجية
قراءة كتاب بداية الهداية